# Itamuton stangei
Itamuton stangei là một loài tò vò trong họ Ichneumonidae.